# Trei oameni periculoși
Trei oameni periculoși (titlul original: în franceză Trois hommes à abattre) este un film polițist francez, realizat în 1980 de regizorul Jacques Deray, după romanul Le Petit Bleu de la côte ouest de Jean-Patrick Manchette, protagoniști fiind actorii Alain Delon, Dalila Di Lazzaro, Michel Auclair și Jean-Pierre Darras. 

## Rezumat
În drum spre o seară de poker, Michel Gerfaut, un jucător profesionist de poker, descoperă la miezul nopții o persoană rănită într-o mașină lovită de copaci, pe marginea unui drum de țară. Duce rănitul la spital și după ce a așteptat prea mult, în cele din urmă pleacă fără să dea o declarație despre detalii.
În timp ce petrecea un weekend cu iubita sa Béa, la Trouville, Gerfaut trece printr-o serie de incidente care îl conving de faptul că cineva vrea să-l omoare, dar nu înțelege de ce. Gerfaut află din presă că trei directori ai unei mari companii producătoare de arme, grupul Emmerich, au fost asasinați. Mai mult de atât, el recunoaște într-o fotografie din ziar, chipul bărbatului pe care îl dusese la spital. 
Gerfaut se întoarce la Paris pentru a se întâlni cu prietenul său Liéthard, care este inspector la serviciile secrete, cu intenția de a afla de la el ce se întâmplă. Acesta nu-și ascunde îngrijorarea și îi spune că a intrat fără să vrea, într-un domeniu foarte periculos. Foarte prevăzători, cei doi bărbați merg apoi la locuința lui Gerfaut. După câteva minute sună cineva la ușă și mergând Liéthard să deschidă, este prin ușă împușcat mortal. Gerfaut pleacă în grabă cu intenția să ajungă la Béa, dar cei doi asasini văzându-l, și-au dat seama că au greșit persoana și începe o urmărire nebunească, terminată cu uciderea unuia din asasini. Gerfaut, rănit și el, reușește să ajungă în apartamentul lui Bea.
Spitalizat pentru rănile sale, Gerfaut află că poliția îl suspectează acum de uciderea prietenului său Liéthard. Ucigașul îl caută, dar Gerfaut reușind și pe acesta să-l elimine, o trimite pe Béa să se ascundă la Trouville.
În timp ce investighează motivele pentru ceea ce i se întâmplă, Gerfaut este contactat de Emmerich și merge să-l întâlnească. Într-adevăr, acesta este convins că Gerfaut este un „profesionist” redutabil și a decis să-l „cumpere”. Gerfaut continuă să susțină că nu știe nimic despre afacerea în cauză, dar Emmerich surescitat moare în urma unui infarct. Adjunctul său, Leprince, care preia imediat conducerea, îi cere lui Gerfaut să lucreze pentru el. Fiind refuzat, îi dă voie să plece. Crezând că este închis cazul, Gerfaut și Béa se întorc la Paris, dar aceasta nu-l va împiedica pe Leprince să-l asasineze în plină stradă prin cei doi ucigași trimiși de el.

## Distribuție
- Alain Delon – Michel Gerfaut
- Dalila Di Lazzaro – Béa
- Michel Auclair – Leprince
- Pascale Roberts – Madame Borel
- Lyne Chardonnet – infirmiera la fișier
- Jean-Pierre Darras – inspectorul Chocard
- Bernard Le Coq – Jean-Marc Gassowitz
- François Perrot – Étienne Germer
- André Falcon – Jacques Mouzon
- Féodor Atkine – Leblanc
- Yvan Tanguy – Hervé
- Peter Bonke – Bastien
- Daniel Breton – Carlo
- Christian Barbier – Liéthard
- Simone Renant – doamna Gerfaut, mama lui Michel
- Pierre Dux – Emmerich
- Gilette Barbier – secretara lui Gerfaut
- Pierre Belot – Morel
- Francis Lemaire – Perrotta
- Claudine Raffali – casiera cafenelei Trouville